# Дорошин, Христофор Георгиевич
Христофор Георгиевич Дорошин (1893—1962) — советский политический и хозяйственный деятель.

## Биография
Родился в семье рабочего. Трудовую деятельность начал учеником токаря на Александровском заводе в Петрозаводске.
В 1914—1917 годах работал в Петрограде токарем на Путиловском заводе. С июля 1917 года — РСДРП(б).
С сентября 1917 года в Петрозаводске, организатор большевистской группы и комитета РСДРП (б), союза рабочей молодежи на Александровском заводе.
После Октябрьской революции избран секретарём заводского комитета завода, секретарём объединенного комитета РСДРП(б) рабочих Александровского завода и железнодорожников.
В феврале 1918 года избран председателем Петрозаводского центрального комитета РКП(б).
В апреле 1918 года избран председателем Олонецкого губернского окружного комитета РКП(б).
В 1919—1920 годах — участник боёв Гражданской войны под Петрозаводском, комиссар отряда особого назначения.
В 1919—1920 годах — председатель, заместитель председателя Олонецкого губернского революционного трибунала.
С 1920 года — секретарь уездного комитета РКП(б), секретарь районного комитета РКП(б), заместитель заведующего отдела агитации пропаганды Карельского областного комитета РКП(б).
В 1924 году назначен главным редактором газеты «Красная Карелия».
Работал заведующим Петрозаводским городским отделом народного образования, заместителем народного комиссара труда Автономной Карельской ССР.
В 1945—1948 годах — директор Карельского государственного краеведческого музея.

## Сочинения
- П. Ф. Анохин — Петрозаводск: Гос. изд-во Карело-Фин. ССР, 1948. — 16 с.
- За власть Советов: краткий очерк из истории борьбы рабочих Онежского завода за установление Советской власти в г. Петрозаводске в 1917—1918 гг. — Петрозаводск: Госиздат КФССР, 1950. — 84 с.
- Н. Т. Григорьев — Петрозаводск: Гос. изд-во Карело-Фин. ССР, 1957. — 64, [2] с.: ил.
- Большевик П. Ф. Анохин [1891 — 1922]. — Петрозаводск: Гос. изд-во Карело-Фин. ССР, 1957. — 44, [2] с.: ил.
- Михаил Розенштейн: [рабочий-путиловец, коммунист, герой гражданской войны в Карелии]. — Петрозаводск: Гос. изд-во Карел. АССР, 1961. — 62, [1] с.: ил. — Библиогр.: с. 62.